# Mars Express
La Mars Express è una sonda dell'Agenzia Spaziale Europea lanciata nello spazio per studiare il pianeta Marte. È stata lanciata il 2 giugno 2003 dal Cosmodromo di Baikonur in Kazakistan usando un lanciatore Sojuz. Il nome Express deriva dal ridotto tempo necessario alla stessa per raggiungere il pianeta rosso. Infatti era da 60.000 anni che i due pianeti non erano così vicini. Il nome si riferisce anche alla rapidità ed efficienza con cui è stata progettata e costruita la sonda. La sonda è stata costruita dal consorzio Astrium con l'appoggio di altre aziende europee tra cui le italiane Alenia Spazio e Officine Galileo. La missione è stata estesa fino al 2022, e dopo l'aggiornamento del software del radar MARSIS del 2022, l'ESA ha esteso ulteriormente la missione almeno fino al 2026.

## Caratteristiche tecniche
La sonda è composta dal modulo Mars Express Orbiter e dal lander Beagle 2 progettato per studiare la geologia del pianeta e l'eventuale presenza di vita. Si sperava che il lander potesse fornire informazioni definitive sulla capacità del pianeta di supportare forme di vita nel passato. Molti degli strumenti sono la copia degli strumenti persi durante la fallita missione Russa Mars 96 del 1996. Durante quella missione i paesi europei avevano fornito la maggior parte delle apparecchiature scientifiche e avevano parzialmente finanziato la missione. Questo riuso delle precedenti conoscenze ha consentito la progettazione e lo sviluppo della sonda in tempi molto ridotti e con un ridotto utilizzo di risorse. Inoltre l'utilizzo di tecnologie già collaudate ha innalzato l'affidabilità della sonda.
Dal progetto Mars Express e dal progetto della sonda Rosetta derivano alcune soluzioni tecnologiche utilizzate dalla missione Venus Express.

### Strumenti delMars Express
- OMEGA (Francia)
- SPICAM (Francia)
- MARSIS (Italia)
- PFS (Italia)
- ASPERA (Svezia)
- HRSC (Germania)
- MELACOM (Regno Unito)
- VMC

## Obiettivi della missione
L'orbiter è entrato correttamente nell'orbita di Marte il 25 dicembre 2003. In precedenza, il 19 dicembre era stato sganciato il lander Beagle 2 su una traiettoria che l'avrebbe portato ad entrare nell'atmosfera lo stesso giorno dell'ingresso in orbita della sonda principale. Tuttavia nessun contatto è avvenuto con il lander e dopo ripetuti tentativi di comunicazione esso è stato dichiarato perso il 6 febbraio 2004 dal centro di controllo. L'11 febbraio 2004 l'ESA ha annunciato una commissione di indagine volta a chiarire le cause del fallimento del Beagle 2.

Mappa del polo sud. (Foto: ESA - OMEGA)

La prima immagine del Mars Express Orbiter ha mostrato la Valles Marineris, ripresa da un'altitudine di 275 km, con livelli di dettaglio mai raggiunti prima. Nei due anni successivi la sonda ha trasmesso a Terra un numero elevatissimo di osservazioni sul pianeta.
Il 23 gennaio 2004 la sonda ha prodotto la prima prova diretta di quella che fino a quel momento era solo un'ipotesi, e cioè la presenza di acqua su Marte; nello specifico le immagini dimostrano la presenza di acqua nel polo sud del pianeta.
Lo spettrometro di Fourier, Planetary Fourier Spectrometer (PFS), ha individuato metano nell'atmosfera sopra la zona equatoriale e la presenza di ghiaccio sotterraneo. Queste tracce indicano una passata attività vulcanica o una passata presenza di microrganismi.

Immagine dell'acqua rilevata dagli strumenti della sonda. (Foto: ESA)

Il 4 maggio 2005 la sonda ha dispiegato la prima antenna da 20 metri dello strumento MARSIS (Mars Advanced Radar for Subsurface and Ionosphere Sounding). Inizialmente l'antenna non si era dispiegata completamente ma in seguito il 10 maggio si è fatta esporre al sole l'antenna e questo ha consentito alla stessa di dispiegarsi correttamente. La seconda antenna da 20 metri è stata dispiegata il 14 giugno. Le due antenne erano essenziali per lo strumento MARSIS dato che servono a generare il dipolo da 40 metri necessario per l'esplorazione. Il 17 giugno è stata dispiegata l'antenna da 7 metri. Inizialmente il radar doveva essere dispiegato nell'aprile del 2004 ma in seguito la forte attività solare ha spinto i tecnici dell'ESA a ritardare l'apertura delle antenne. Si temeva che le antenne potessero captare i raggi del Sole e danneggiare le apparecchiature presenti sulla sonda. Le osservazioni scientifiche sono iniziate il 4 luglio. Nel novembre del 2005 i ricercatori dell'ESA hanno comunicato che la sonda utilizzando il radar MARSIS ha individuato quello che probabilmente è un lago ghiacciato nel sottosuolo del pianeta. Il bacino del lago deriverebbe dal cratere d'impatto di un meteorite che in seguito si sarebbe riempito di materiale ricco di ghiaccio. Il presunto lago sarebbe largo fino a 250 chilometri e sarebbe a una profondità di circa 2 chilometri. Tramite MARSIS si sono potuti contare i crateri nascosti dai sedimenti e dalle colate laviche della regione nord di Marte. Il numero di questi crateri è comparabile con il numero di quelli presenti nella regione sud, quindi entrambe le regioni si sono formate nello stesso arco temporale, come si sospettava. Lo strumento MARSIS inoltre ha permesso di effettuare una stima di massima della quantità d'acqua immagazzinata sotto forma di ghiaccio nella regione del polo sud.